# ヘンリー&ジューン/私が愛した男と女
『ヘンリー&ジューン/私が愛した男と女』（Henry & June）は、1990年に製作されたアメリカ合衆国の映画。監督のフィリップ・カウフマンと主演のフレッド・ウォードが組んだのは『ライトスタッフ』以来である。
本作は作家アナイス・ニンがパリ滞在中につけていた1931年から32年までの日記を基に、まだ無名だったヘンリー・ミラーとその妻ジューンとの関係を描いている。
カウフマン監督自身、1962年にアナイス本人と会ったことがあり、そのとき映画を作ることを彼女に打ち明けると励まされ、助言に従った。製作は監督の息子ピーター・カウフマン、脚本は妻ローズ・カウフマンと共同執筆した。
MPAA（米国映画業協会）ではこの映画を理由に、従来のX指定に替わる新たなレイティングとして「NC-17」（17歳以下観覧禁止）を導入し、初の指定を受けた映画でもある。

## ストーリー
1931年のパリ。アナイス・ニンは国際銀行家の夫ヒューゴーの仕事のため、パリに移る。アナイスには奔放な内面があり、それを日々日記に書きとめていた。ある日、別荘に客として招かれた無名の作家ヘンリー・ミラーと出会う。2人は互いの妖しい魅力に惹かれあっていく。
ある日アナイスがヘンリーと会うと、彼は2人目の妻で女優のジューンの映画を観て涙をこぼしていた。ニューヨークに残してきたのだが、互いに貧しかったことから彼女は自らの体を金持ちの「パパ」に売り、職のないヘンリーを養っていたのだった。やがてジューンはパリへやって来る。両性愛者でもあるアナイスは、強靭で大胆な性格を併せ持つ彼女にも惹きつけられ、愛し合うようになる。

## キャスト
- マリア・デ・メディロス：アナイス・ニン
- フレッド・ウォード：ヘンリー・ミラー
- ユマ・サーマン：ジューン・ミラー
- リチャード・E・グラント：ヒューゴー・ガイラー
- ケヴィン・スペイシー：リチャード・オズボーン
- ジャン＝フィリップ・エコフェ：エドワルド

## スタッフ
- 原作：アナイス・ニン
- 監督：フィリップ・カウフマン
- 製作：ピーター・カウフマン
- 脚本：フィリップ・カウフマン、ローズ・カウフマン
- 撮影：フィリップ・ルースロ
- 編集：ヴィヴィアン・ヒルグローヴ、ウィリアム・S・シャーフ、デデ・アレン
- 音響効果：ジャン・ピエール・ルー
- 美術：ジョルジュ・グロン
- 日本語字幕：戸田奈津子